# Stanislas Barthélémy
Stanislas Barthélémy (Rennes, 30 september 1961) is een Franse striptekenaar. Zijn stijl is geïnspireerd door het werk van Alain Saint Ogan en Hergé, maar niet uitsluitend. Met J.C. Menu begint hij de uitgeverij L'Association en in 1999 tekent hij de biografie De avonturen van Hergé.

## Albums
- "De avonturen van Herge" (tekening), met Jean-Luc Fromental en José-Louis Bocquet (scenario), Oog & Blik, 1999
- "Victor Vallei 1" (tekening), met Laurent Rullier (scenario), Oog & Blik, 2004
- "Victor Vallei 2" (tekening), met Laurent Rullier (scenario), Oog & Blik, 2005